# Революция 1989 года в Болгарии
Револю́ция 1989 го́да в Болга́рии (болг. Революцията от 1989 г. в България) — процесс общественно-политических изменений в Народной Республике Болгарии, приведший к окончанию правления Болгарской коммунистической партии, демократизации страны и принятию новой конституции. Причинами революции стали глубокая коррупция режима Тодора Живкова, большое влияние на жизнь страны Комитета государственной безопасности, трата средств на невостребованные на внутреннем рынке отрасли экономики и ассимиляция турецкого меньшинства. Кульминацией революции стала отставка Тодора Живкова 10 ноября 1989 года, после чего между коммунистической партией и новообразованным Союзом демократических сил начались переговоры, окончившиеся в июне 1990 года парламентскими выборами. Революция была впоследствии негативно оценена гражданами Болгарии как левых, так и правых взглядов.

## Предыстория
В 1986—1989 годах в Болгарии наблюдался период промышленного подъёма, однако средства тратились на нужды машиностроения, тяжёлой промышленности и электроники вместо лёгкой промышленности и сельского хозяйства, востребованных на внутреннем рынке и отправляемых на экспорт. Вследствие экономического кризиса такое распределение средств было неэффективным, и глава Болгарии Тодор Живков терял популярность. Живков попытался укрепить свои позиции за счёт ассимиляции турок, однако это привело к протестам турецкого меньшинства.
Население Болгарии было недовольно и режимом Живкова ввиду его глубокой коррупции, а также большого влияния на жизнь страны Комитета государственной безопасности, имевшего близкие отношения с Комитетом государственной безопасности СССР и уличённого в совершении его сотрудниками крупных преступлений, таких как политические убийства, покушение на жизнь римского папы Иоанна Павла II в 1980 году, контрабанда алкоголя и исторических ценностей.

## Революция
Первые протесты прошли в 1987—1988 в городе Русе с целью борьбы за экологию: жители города просили о помощи в сокращении вредных выбросов, вследствие чего правительство Живкова пошло на уступки, законодательно закрепив многообразие форм собственности и отделив коммунистическую партию от государства, но население продолжало требовать гласности и демократизации страны.
В мае 1989 года турецкое население Болгарии устроило демонстрацию, в ходе подавления которой погибло семь человек. Вследствие демонстрации началась репатриация болгарских турок в Турцию. Осенью болгарские экологи потребовали закрыть АЭС «Козлодуй», религиозные активисты — признать и соблюдать права Болгарской православной церкви. В руководстве Болгарской коммунистической партии произошёл раскол, следствием которого стала подача в отставку Министра иностранных дел страны Петра Младенова 24 октября 1989 года. Младенов также опубликовал открытое письмо, в котором призвал к изменениям в Болгарии.
10 ноября 1989 года Живков был смещён с поста главы государства и отдан под следствие, на его место был назначен Пётр Младенов; по слухам, Живкова вынудили подать в отставку силовые структуры Болгарии после консультации с Советским Союзом. Через неделю в Софии стихийно организовалась демонстрация из ста тысяч человек, требовавших проведения свободных выборов. 7 декабря часть оппозиционных групп объединилась в Союз демократических сил, однако протест завершился безрезультатно. В декабре 1989 года Живкова и ряд прежних чиновников исключили из партии и отстранили от работы в высших органах власти (сама партия была позже переименована в социалистическую). 27 декабря начал работу круглый стол между коммунистическими властями и Союзом демократических сил.
3 апреля 1990 года была принята новая конституция Болгарии, президентом был избран Пётр Младенов, однако вследствие летнего скандала с утечкой материалов в средства массовой информации Младенов оставил политику. В июне 1990 года круглый стол завершил свою работу проведением выборов в конституционную ассамблею, на которых победила социалистическая партия. Президентом стал лидер Союза демократических сил Желю Желев, при этом президентские полномочия были ограничены.

## Последствия
Вследствие общего кризиса на постсоветском пространстве, коррупции и отсутствия реформ начался упадок болгарской экономики, который удалось преодолеть только в 2001 году после парламентских выборов, в ходе которых к власти пришли сторонники европейской интеграции во главе с Симеоном Саксен-Кобург-Готским. Новое правительство провело возвращение национализированной собственности, земельную реформу и приватизацию, начался экономический рост.

## Реакция и оценка
В рамках мероприятия «25 лет свободной Болгарии» в 2014 году в Болгарии был проведён социальный опрос граждан страны о революции 1989 года и её последствий. Один из вопросов предполагал оценку событий 1989 года как революции или переворота. Левые болгары считают, что события 1989 года являлись переворотом и заговором внешних сил (30 % и 20 % от опрошенных соответственно), правые дают оценку революции как перевороту, победе демократических ценностей и освобождению от коммунистической власти (27 %, 19 % и 14 % соответственно). При этом оба политических лагеря считают 10 ноября 1989 года «чуждой и нелюбимой датой» из-за нарушения коммунистического режима (левые) либо неудачных демократических реформ (правые). 73 % болгарской молодёжи (16—35 лет) ничего не знают о революции 1989 года.